# Lasioglossum belliatum
Lasioglossum belliatum är en biart som beskrevs av Pesenko 1986. Lasioglossum belliatum ingår i släktet smalbin, och familjen vägbin. Inga underarter finns listade i Catalogue of Life.